# Ben Verhagen
Gijsbertus Verhagen (conocido como Ben Verhagen; 29 de septiembre de 1926-4 de enero de 2020) fue un deportista neerlandés que compitió en vela en la clase Flying Dutchman. Ganó dos medallas de bronce en el Campeonato Europeo de Flying Dutchman, en los años 1961 y 1968.

## Palmarés internacional
| Campeonato Europeo | Campeonato Europeo     | Campeonato Europeo | Campeonato Europeo |
| Año                | Lugar                  | Medalla            | Clase              |
| ------------------ | ---------------------- | ------------------ | ------------------ |
| 1961               | Attersee (Austria)     | Medalla de bronce  | Flying Dutchman    |
| 1968               | Balatonfüred (Hungría) | Medalla de bronce  | Flying Dutchman    |